# Betty (roman de Simenon)
Pour les articles homonymes, voir Betty.
Pour le roman de Tiffany McDaniel, voir Betty (roman de McDaniel).
Betty est un roman social et un roman psychologique de Georges Simenon, publié en 1961.
Le roman se déroule au début des années 1960 à Paris, à Versailles (« Le Trou », Hôtel Carlton) et à La Pommeraye (Vendée).
Simenon écrit ce roman à Échandens, en Suisse, entre le 5 et le 12 octobre 1960.

## Personnages
- Élisabeth Étamble, née Fayet, alias « Betty ».
- Guy Étamble :  35 ans, mari de Betty, ingénieur à l'Union des Mines.
- Mario : tenancier du bar « Le Trou ».
- Laure Lavancher : 48 ans, compagne de Mario, veuve d'un professeur de médecine de Lyon.
- Mme Étamble : mère de Guy Étamble et belle-mère de Betty, veuve du général Étamble.

## Résumé
Le récit comporte huit chapitres.
Lorsque Betty, ivre morte, échoue une nuit au bar « Le Trou », chez Mario, amenée là par un client qui l'a cueillie dans un bar des Champs-Élysées, elle vient d'être chassée de chez elle, où elle vivait, dans l'immeuble de sa belle-famille, avec son mari Guy et leurs deux enfants. Elle a dû renoncer à tout droit sur ceux-ci, moyennant une rente qui lui sera versée. Tel est le résultat de son inconduite devenue scandaleuse (chapitre 1).
Recueillie par l'amie de Mario, Laure, qui l'héberge dans l'hôtel où elle habite, Betty va connaître, pour la durée de quelques jours, un milieu tout nouveau : la clientèle des « tordus » qui fréquente le bar-restaurant de Mario, la calme assurance de ce dernier, bon bougre qui impressionne la jeune femme, le dévouement efficace de Laure à qui Betty révèle, par bribes et morceaux, sa vie passée. Originaire d'une famille provinciale, elle a été traumatisée pour avoir vu, étant enfant à la campagne, son oncle « saillir » une jeune servante. Elle ressentira désormais ce qui est sale comme « une sorte de protestation mystique » et se comportera en putain, même après son mariage avec Guy qu'elle épouse parce qu'il est droit et ordonné et qu'il incarne en somme l'autre aspect de sa personnalité. Âme trouble et troublée, n'ayant reçu d'affection que de son père (dont la guerre l'a séparée très jeune), elle se ment continuellement à elle-même. Pour fuir la réalité, elle boit, ce qui a fait dire à un psychiatre de ses amants qu'elle finira à l'asile ou à la morgue. Au contact de Laure, être complexe également miné par l'alcool, Betty se ressaisit en un dernier sursaut. Une lueur d'espoir : Mario (chapitres 2 à 7).
Un soudain rapprochement précipite Mario dans le lit de Betty. Ceci provoque le départ de Laure, qui quitte la région parisienne. On apprendra une semaine plus tard qu'elle s'est suicidée. Elle a ainsi accompli à sa place le destin de Betty. La dernière phrase du roman est : « C'était l'une ou l'autre ; Betty avait gagné » (chapitre 8).

## Éditions
- Presses de la Cité, 1961
- « Tout Simenon », tome 10, éd. France Loisirs, 1990, pages 727 à 820  (ISBN 2-7242-6094-5), réédité chez éd. Omnibus, 2002  (ISBN 978-2-258-06051-7).
- Le Livre de poche, no 12492, 2008  (ISBN 978-2-253-12492-4)
- Romans durs, tome 11, éditions Omnibus, 2013  (ISBN 978-2-258-09398-0)
- Romans durs, tome 11, Omnibus, 2023  (ISBN 978-2-258-20268-9)

## Adaptation cinématographique
Le roman est adapté en 1992 dans le film Betty réalisé par Claude Chabrol, avec Stéphane Audran et Marie Trintignant dans les rôles principaux.

### Source bibliographique
- Maurice Piron et Michel Lemoine, L'Univers de Simenon, guide des romans et nouvelles (1931-1972) de Georges Simenon, Presses de la Cité, 1983, pp. 210-211,  (ISBN 978-2-258-01152-6)